# Apple Desktop Bus
L'Apple Desktop Bus (ADB) è una porta di comunicazione seriale sviluppata da Apple e implementata sui  Macintosh, fino al 1998.
Come suggerisce il nome, tale interfaccia viene utilizzata per il collegamento degli elementi presenti sulla scrivania, quindi tastiera e mouse principalmente, ma anche tavolette grafiche, trackball e dispositivi di puntamento in genere; a causa della bassa velocità (125 kbit/s) tale porta è invece inadatta al collegamento di periferiche che richiedono un interscambio dati importante. Dal punto di vista elettrico il connettore della porta ADB è analogo ad un qualsiasi connettore S-Video al punto che i cavi ADB Apple possono essere utilizzati come cavi S-Video e viceversa, con notevoli semplificazioni in tutti i casi in cui tastiera e mouse devono essere posizionati ad alcuni metri di distanza dal computer. La porta è alimentata, ed i sistemi che la utilizzano non prevedono il collegamento e lo scollegamento a caldo, ma solo previo spegnimento della macchina.
A partire dall'introduzione dell'iMac, Apple ha iniziato a sostituire il connettore con il più moderno, economico e veloce USB, decretando la scomparsa di tale interfaccia.